# ドンア大学

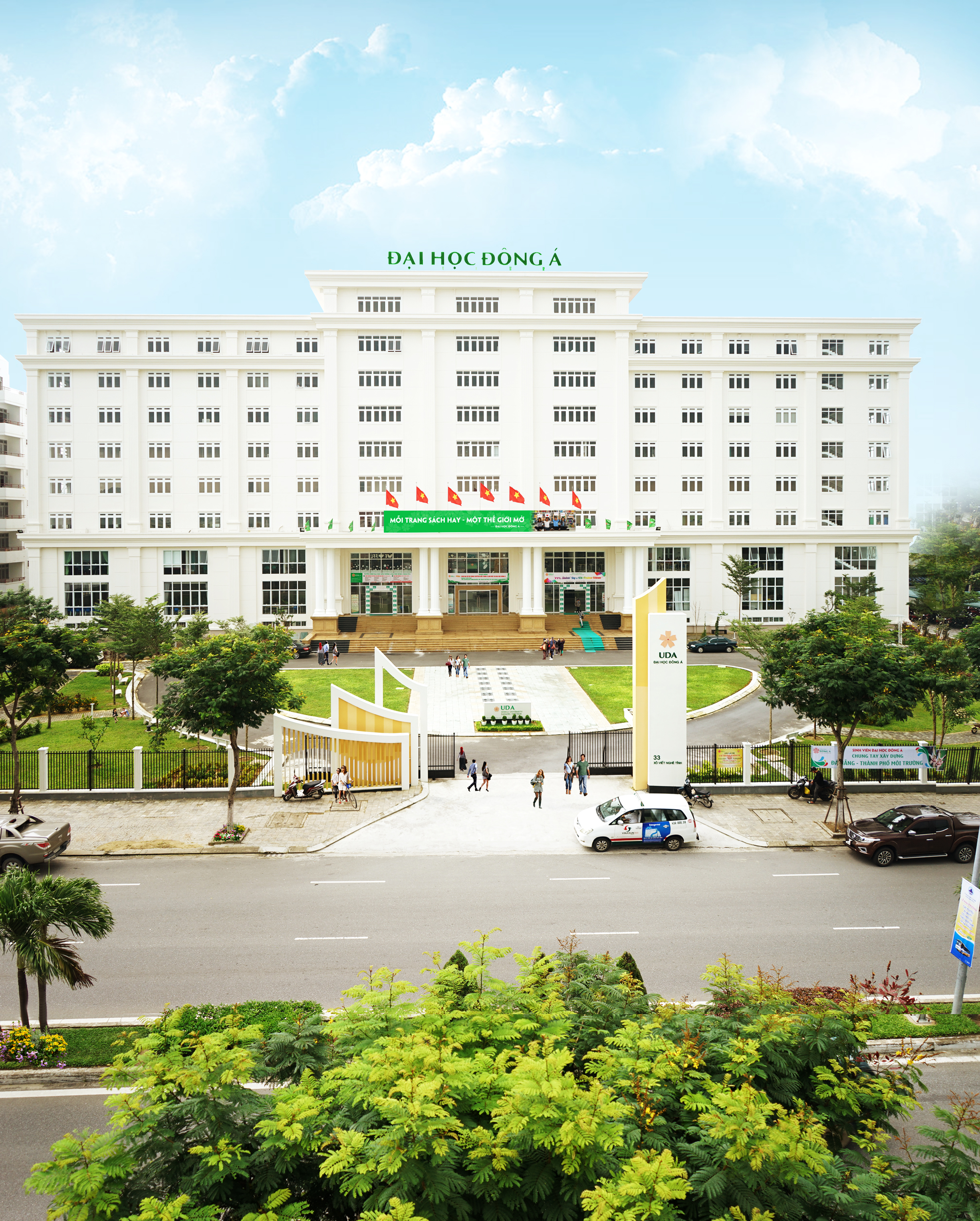

ドンア大学（東亜大学、ベトナム語：Trường Đại học Đông Á / 場大學東亞、英語: Đông Á University）は、ベトナム中部の中央直轄市ダナンにある私立総合大学である。当初は私立工業高等専門学校として2002年1月に創立されたが、2009年5月にドンア大学となった。メインキャンパスはホー・ヴィエト・ゲ・ティン33番地 (33 Xô Viết Nghệ Tĩnh) に、第二キャンパスはグーハインソン区ホアハイ坊 (Phường Hoà Hải) にあり、クアンナム省とダクラク省にもキャンパスを新設する計画がある。